# Radvaň nad Dunajom
Radvaň nad Dunajom (em húngaro: Dunaradvány) é um município da Eslováquia, situado no distrito de Komárno, na região de Nitra. Tem 15,76 km² de área e sua população em 2018 foi estimada em 699 habitantes.

## Demografia
| Ano:        | 1994 | 2004   | 2014   | 2024   |
| ----------- | ---- | ------ | ------ | ------ |
| Broj ljudi: | 749  | 747    | 709    | 710    |
| Razlika:    |      | -0,26% | -5,08% | +0,14% |

| Ano:               | 2023 | 2024   |
| ------------------ | ---- | ------ |
| Número de pessoas: | 708  | 710    |
| Diferença:         |      | +0,28% |